# معاذ إبراهيم
معاذ إبراهيم ماجد (من مواليد 30 يونيو 1960) هو المدافع العراقي لكرة القدم الذي لعب للعراق في كأس العالم 1986 لكرة القدم. ولعب أيضا لنادي الرشيد.
كان معاذ إبراهيم مدافع قوي وعنيد والذي كان جزءا من نهائيات كأس العالم في المكسيك سنة 1986 . جعل معاذ اسمه مع شركة تجارة، ألشرطة الرابعة، آلقوة، وآلقوة الجوية.
حصل له مكانا في نهائيات كأس العالم في العراق عام 1986 في المكسيك، حيث لعب في المباراة الاخيرة ضد خصومه كبديل عن زميله سمير شاكر في مركز قلب الدفاع إلى جانب أسطورة آلقوة الجوية ناظم شاكر.

## وصلات خارجية
- معاذ إبراهيم على موقع الاتحاد الدولي (مؤرشف)  (الإنجليزية)
- معاذ إبراهيم على موقع قاعدة بيانات كرة القدم.إي يو (الإنجليزية)
- معاذ إبراهيم على موقع ناشيونال فوتبول تيمز (الإنجليزية)
- معاذ إبراهيم على موقع Soccerway.com (الإنجليزية)
- معاذ إبراهيم على موقع عالم كرة القدم.نت (الإنجليزية)

- FIFA profile